# Lake Roesiger
Lake Roesiger és una concentració de població designada pel cens dels Estats Units a l'estat de Washington. Segons el cens del 2000 tenia 652 habitants.

## Demografia
Segons el cens del 2000, Lake Roesiger tenia 652 habitants, 239 habitatges, i 182 famílies. La densitat de població era de 26,3 habitants per km².
Dels 239 habitatges en un 34,3% hi vivien nens de menys de 18 anys, en un 67,4% hi vivien parelles casades, en un 4,2% dones solteres, i en un 23,8% no eren unitats familiars. En el 15,5% dels habitatges hi vivien persones soles el 2,9% de les quals corresponia a persones de 65 anys o més que vivien soles. El nombre mitjà de persones vivint en cada habitatge era de 2,73 i el nombre mitjà de persones que vivien en cada família era de 3,04.
Per edats la població es repartia de la següent manera: un 24,7% tenia menys de 18 anys, un 9,7% entre 18 i 24, un 29,6% entre 25 i 44, un 27,5% de 45 a 60 i un 8,6% 65 anys o més.
L'edat mediana era de 39 anys. Per cada 100 dones de 18 o més anys hi havia 115,4 homes.
La renda mediana per habitatge era de 70.500 $ i la renda mediana per família de 72.375 $. Els homes tenien una renda mediana de 45.313 $ mentre que les dones 36.200 $. La renda per capita de la població era de 24.390 $. Cap de les famílies i el 2,4% de la població estaven per davall del llindar de pobresa.

## Poblacions més properes
El següent diagrama mostra les poblacions més properes.